# Rangkrone

Wappenschild und Rangkrone der römisch-deutschen Könige, ca. 1433–1486

Die Rangkronen sind ein Teilgebiet der Heraldik (siehe auch Krone (Heraldik)) und sitzen meist dem Wappenschild auf, bei Vollwappen auch dem Wappenmantel. Im ersten Fall gibt es viele Wappendarstellungen, die nur aus Schild und Rangkrone bestehen.
Im Gegensatz dazu ist für die Darstellung einer Helmkrone immer ein Wappenhelm nötig, der auf dem Schild aufsitzt. Anstatt der Helmkrone war im Hochmittelalter, insbesondere in der Blütezeit des Rittertums im 13. Jahrhundert, nur ein Helmwulst üblich, der auf dem Helm getragen wurde. Dieser diente der Befestigung der darunterliegenden Helmdecke und des darüberliegenden Helmkleinods. Tatsächlich getragen wurden Helmkronen zur Rüstung allenfalls im Spätmittelalter (15. Jahrhundert) von Fürsten bei zeremoniellen Anlässen oder Turnieren. In den Bildern des Codex Manesse (um 1300 bis 1340) werden Kronen in Thron- oder Jagd-Szenen durchaus getragen, jedoch niemals in Rüstung auf Helmen, auch nicht von Monarchen. Später kam es aber in der Heraldik auf, bei Adelswappen den Helmwulst durch eine Helmkrone zu ersetzen bzw. wurde sie selten auch direkt auf den Wulst gesetzt. Die Helmkrone bei Adelswappen (franz. couronne de noblesse, eng. crown, coronet) symbolisiert seit den Wappen des 15. Jahrhunderts den Rang von Adels- und später auch Patrizierfamilien. 
Erst in der zweiten Hälfte des 16. Jahrhunderts bildete sich die Verleihung von Perlenkronen bei Adelsdiplomen als Vorrecht des Adels aus, früher kamen gekrönte Helme nur fürstlichen Personen zu. Die Rangkronen unterscheiden nicht offiziell zwischen Uradel und Briefadel. Der alte untitulierte Adel (Uradel) verwendet anstelle der ihm zustehenden „Blätterkrone“ bisweilen die gefälligere, siebenperlige Freiherrnkrone mit vielfältigen, irreführenden Argumenten. Die meist dem untitulierten Briefadel verliehene fünfperlige Adelskrone schmückt zu wenig und wird aus diesem Grund oft nicht verwendet. Es war eine Aufgabe der Heroldsämter, auf die richtige Verwendung der Rangkronen zu achten. Der Deutsche Adelsrechtsausschuß hat zur Frage der heraldisch korrekten Verwendung von Rangkronen 2014, basierend auf einem Gutachten, festgehalten: „Rangkronen, als Schildkronen in einem Vollwappen entsprechen nicht der klassischen Heraldik und sind aus heraldischer Sicht zu vermeiden. Sie müssen jedoch adelsrechtlich akzeptiert werden, wenn sie diplommäßig verliehen worden sind, aber nur in diesem Fall.“

## Rangkronen im deutschen Sprachraum

### Heiliges Römisches Reich
|                      | Kaiserkrone                     | Bei der Kaiserkrone handelt es sich oft um eine Mitrenkrone, bei der unter dem sich aus dem Kronreife hocherhebenden Bügel eine um neunzig Grad gedrehte Mitra erscheint. Spätere Ausführungen deuten diese Mitrenform durch Metallplatten, die eine Samtmütze umgeben, nur noch an.                                                    |
|                      | Königskrone (Böhmen)            | Die Wenzelskrone tritt mitunter als eine Schildkrone in den kaiserlichen Wappen Josephs II. auf. |
| Ducal_Hat            | neuer Kurhut/Herzogshut         | Der Kurhut hat fünf sichtbare Bügel mit Reichsapfel an der Spitze und einen fünflatzigen Hermelinstulp und wird zuweilen auch als Herzogshut verwendet. Zwischen den Bügeln ist volles purpurnes Futter sichtbar. |
|                      | älterer Kurhut                  | Eine frühere Form des Kurhutes zeigt nur einen Bügel und Reichsapfel. |
| Oldest_Electoral_hat | ältester Kurhut                 | Der älteste Kurhut hat keine Bügel und statt des Reichsapfels ein Hermelinschwänzchen. |
|                      | Erzherzogshut                   | |
|                      | Herzogshut                      | Der Herzogshut der Steiermark geht auf ältere Typen von Herzogshüten/-kronen zurück und wird noch heute im Wappen der Steiermark verwendet. |
|                      | Herzogskrone                    | Die Herzogskrone gleicht dem Herzogshut, weist anstelle des Hermelinstulps jedoch einen edelsteinbesetzten Stirnreif mit Blattzinken auf. |
| Fürstenhut           | Fürstenhut                      | Der Fürstenhut hat drei sichtbare Bügel mit Reichsapfel an der Spitze und einen fünflatzigen Hermelinstulp. Zwischen den Bügeln ist volles purpurnes Futter sichtbar. |
|                      | Fürstenkrone                    | Die Fürstenkrone ist ein goldener, mit Steinen besetzter Reifen mit fünf Blattzinken und einer von drei sichtbaren Bügeln umschlossenen purpurnen Mütze mit dem Reichsapfel als oberem Abschluss. Der Fürstenhut dagegen zeigt anstelle des Reifs einen dreilatzigen Hermelinstulp.                                                     |
|                      | moderne Grafenkrone             | Bei der Grafenkrone sind auf einem goldenen Reif (ähnlich dem der Adelskrone) neun mit silbernen Perlen besetzte Zacken sichtbar. Einige ältere reichsständische Grafenhäuser verwendeten Kronen, die auf den Zinken abwechselnd fünf Blätter und vier Perlen zeigen.                                                                   |
|                      | moderne Freiherrnkrone          | Die „neuere“ Form der Freiherrnkrone besteht aus einem goldenen Reif (ähnlich dem der Adelskrone), auf welchem sieben mit silbernen Perlen besetzte Zacken sichtbar sind. |
|                      | allgemeine Adels- und Helmkrone | Die alte Adelskrone des untitulierten Niederadels ist identisch mit der Helmkrone und ist ein goldener, mit Perlen und Steinen besetzter Reif, der oben mit acht Zinken versehen ist, von denen fünf sichtbar sind. Davon sind die mittleren und die äußeren blätterartig gebildet, während die anderen Perlen tragen („Blätterkrone“). |
|                      | moderne Adelskrone              | Die neuere Adelskrone des untitulierten Adels, besonders vom Briefadel geführt, trägt statt der Blattzinken insgesamt fünf silberne Perlen. Der Kronreif ist golden, mit Perlen und Edelsteinen (meist als Saphire und Rubine dargestellt) besetzt.                                                                                     |

### Vor allem seit 1803/1806 gebräuchliche Kronen
|  | Kaiserkrone (HRR 1804–1806)        | Nach Schaffung der Erbkaiserwürde für Österreich wird im kaiserlichen Wappen erstmals die Reichskrone als heraldische Krone verwandt, die hier den Adler krönt. |
|  | Kaiserkrone (Österreich seit 1804) | Das Kaisertum Österreich übernimmt die Hauskrone Rudolfs II. als Kaiserkrone und als heraldische Krone. |
|  | Moderne Königskrone                | Die (moderne) Königskrone, die Württemberg und Sachsen einführten, zeigt einen goldenen edelsteinbesetzten Stirnreif mit fünf sichtbaren in der Bügelmitte mit Edelsteinen und am Bügelrand mit Perlen besetzten Bügeln. Der Raum unterhalb der Bügel ist leer.                                                                             |
|  | Moderne Großherzogskrone           | Die Großherzogskrone besteht aus einem edelsteinbesetzten goldenen Stirnreif mit fünf sichtbaren perlenbesetzten Bügeln und vier Blattzinken, unterbrochen von kleineren Perlenzinken. Unter den Bügeln zur Hälfte ausgefüllt mit einer purpurnen Mütze. Allerdings wird diese Krone mitunter auch als Königskrone verwendet und anerkannt. |
|  | Erlauchtkrone                      | Einige mediatisierte Grafen- und kleinere Fürstenhäuser, die das Anrecht auf die Anrede Erlaucht hatten, führten eine Krone, aus der sich eine purpurne Mütze ohne Bügel erhob, die bei dem Familienoberhaupt oben mit einem Reichsapfel, bei den Nachgeborenen mit einem Hermelinschwänzchen besetzt war.                                  |

### Deutsches Kaiserreich
Für das Deutsche Kaiserreich wurden mit Regelung des Wappens auch neue heraldische Kronen für Kaiser, Kaiserin und Kronprinz geschaffen. Das exakte Gestaltung der Kronen unterlag ab Wilhelms II. leichten Veränderungen, die bspw. im veränderten Reichswappen ebenfalls ersichtlich sind. Die heraldische Kaiserkrone ist von der römisch-deutschen Reichskrone abgeleitet und nach dem damaligen Stilempfinden gestaltet worden. Alle drei heraldischen Kronen existieren nur als ebensolche, zu einer Realisierung der Entwürfe als echte Kronen kam es nicht. Die Königreiche Bayern und Preußen übernahmen bei ihrem Entstehen für die heraldischen Kronen ihrer Wappen das Aussehen der tatsächlichen Königskronen. Die übrigen Staaten verwendeten in der Regel die bereits zu Zeiten des Heiligen Römischen Reiches üblichen heraldischen Kronen.
|  | Wilhelminische Kaiserkrone | Die Krone zeigt vier größere und vier kleinere, in einem Achteck nebeneinandergestellte, oben abgerundete und mit Brillanten eingefasste Goldplatten. Die größeren Platten zeigen je ein großes Kreuz, das unten von zwei kleineren Kreuzen bewinkelt wird; die kleinen Platten erhalten je einen Adler, mit über seinem Kopfe schwebendem, achtstrahligem Stern. Auf den größeren Platten ruhen goldene, reichverzierte Bügel, die im Scheitelpunkte der Krone in ein Blattornament auslaufen, das einen mit Steinen gezierten, blauen Reichsapfel trägt. Die Krone ist golden gefüttert und umschließt eine niedere Mütze aus Goldbrokat, der mit Reichsadlern und Reichskronen gemustert ist. |
|  | Kaiserin                   | Die Krone weist vier Bügel auf, die eine Mütze aus Goldbrokat umschließen. Der Stirnreif ist mit vielen Rubinen und Brillanten geschmückt und mit Goldstoff gefüttert. |
|  | Kaiserlicher Kronprinz     | Die Krone des preußisch-deutschen Kronprinzen besteht aus einem edelsteinbesetzten Stirnreif, der oben abwechselnd von vier Kreuzen und vier aus Brillanten gebildeten Adlern geziert ist. Vier goldene, perlenbesetzte und reichverzierte Bügel laufen im Scheitelpunkt der Krone in ein Blattornament aus, das einen mit Steinen gezierten, blauen Reichsapfel trägt. Umfasst von den Bügeln erscheint eine niedere rotsamtene Mütze mit ebenso gefärbtem Futter. Die Gestalt der Kreuze hat sich im Laufe der Zeit von eher dem eisernen Kreuz nachempfundenen zu schmuckvolleren Formen verändert.                                                                                           |
|  | Preußische Königskrone     | Die Krone Wilhelms II., auch Hohenzollernkrone, wurde 1888 für die (nie erfolgte) Krönung Wilhelms zum König von Preußen angefertigt. Sie ist der ursprünglich angefertigten Krone des Königreichs Preußen recht ähnlich. Sie besitzt einen goldenen Stirnreif, der mit Diamanten geschmückt ist. Die Ansätze der je mit 10 Brillanten geschmückten acht Kronenbügel sind durch Fleurons aus je vier Brillanten gedeckt, zwischen denen sich Perlzinken erheben. Als Reichsapfel erscheint ein großer Saphir. |
|  | Bayerische Königskrone     | Die Krone des Königreichs Bayern wurde nach der Erhebung Bayerns zum Königreich durch Vermittlung des Hofjuweliers Borgnis in Frankfurt am Main in derselben Pariser Werkstätte entworfen und angefertigt, aus der auch die Kroninsignien Napoleons stammen. Sie wird in der Schatzkammer der Münchner Residenz aufbewahrt. Die Krone wurde auch als heraldische Krone Bayerns verwendet. Von gewöhnlichen Königskronen unterscheidet sie sich vor allem dadurch, dass die Kronbügel mit Edelsteinen besetzt sind, statt Perlen zu tragen. Die hier dargestellte Abbildung Hugo Ströhls weicht allerdings von der behördlich in Wappen verwendeten in einigen Details ab.                        |

## Rangkronen in bestehenden Monarchien

### Belgien

Wappen Belgiens mit der Königskrone

Das Königreich Belgien hat nach der Abspaltung von den Niederlanden viele Rangkronen beibehalten, allerdings gibt es auch Unterschiede, die oft auf das Erbe der spanischen Niederlande oder das Heilige Römische Reich zurückführbar sind.
|            |               |             |        |             |           |
| König      | Fürst / Prinz | Fürst (alt) | Herzog | Marquis     | Graf      |
|            |               |             |        |             |           |
| Graf (alt) | Graf (alt)    | Vizegraf    | Baron  | Baron (alt) | Chevalier |

### Dänemark
|       |           |       |        |         |      |          |            |
| König | Kronprinz | Prinz | Herzog | Marquis | Graf | Freiherr | Adelskrone |

### Großbritannien
Im formalen englischen Sprachgebrauch wird das Wort Krone für die Krone eines Monarchen verwendet und für alle anderen Kronen wird von „Coronets“ gesprochen. In der Peerage zeigt das Design einer Krone den Rang seines Besitzers.
Eine Person mit der Bemächtigung, eine Rangkrone zu tragen, stellt diese üblicherweise in ihrem Wappen über dem Schild und unter dem Helm dar.
Mitglieder des britischen Königshauses haben Rangkronen auf ihren Wappen und dürfen diese bei Krönungen tragen. Hin und wieder werden durch königliche Vollmachten abweichende Versionen für Individuen zugelassen.
|  | König/Königin Imperial/Tudor Crown                    | 1902 bis 1953 und seit 2022 |
|  | König/Königin St. Edwardskrone                        | 1953 bis 2022 |
|  | König/Königin Schottland                              | |
|  | Thronfolger                                           | Dem Thronfolger wird gewöhnlich der Titel Prince of Wales verliehen, die Rangkrone steht dem Thronfolger aber bereits aufgrund des Status als Heir apparent zu.                                                                    |
|  | Prince or Princess Sohn oder Tochter des Monarchen    | |
|  | Prince or Princess Kinder eines Sohns des Monarchen   | |
|  | Prince or Princess Kinder einer Tochter des Monarchen | |
|  | Britische Herzogskrone                                | Die Krone eines Herzogs (Duke) ist ein reich ziselierter Reif, von dem sich acht Erdbeerblätter erheben, dahinter eine purpurne Samtkappe, die mit einer goldenen Quaste nach oben und einem Hermelinreifen nach unten abschließt. |
|  | Alte Form des englischen Herzogshutes                 | |
|  | Britische Marquesskrone                               | Die Krone eines Markgrafen (Marquess) hat vier Erdbeerblätter und vier silberne Kugeln, so genannte Perlen. |
|  | Earlskrone                                            | Die Krone eines Grafen (Earl) hat acht Erdbeerblätter und acht auf Zinken sitzende Perlen. |
|  | Britische Vizegrafenkrone                             | Die Krone eines Vizegrafen (Viscount) hat nur zwölf silberne Perlen und keine Erdbeerblätter. |
|  | Britische Baronskrone                                 | Die Krone eines Barons oder eines Lord of Parliament hat nur sechs silberne Perlen und keine Erdbeerblätter. |

### Niederlande
|       |             |        |         |      |          |       |        |            |
| König | Fürst/Prinz | Herzog | Marquis | Graf | Burggraf | Baron | Ritter | Adelskrone |

### Norwegen
Das norwegische Rangkronensystem hat Gemeinsamkeiten mit dem System Dänemarks und Schwedens.
|       |              |           |        |         |      |          |            |
| König | König (1905) | Kronprinz | Herzog | Marquis | Graf | Freiherr | Adelskrone |

### Schweden
Das schwedische Rangkronensystem gilt als besonders archaisch und konservativ.
|       |           |        |      |          |            |
| König | Kronprinz | Herzog | Graf | Freiherr | Adelskrone |

### Spanien
|          |             |                                         |                     |                   |                  |                  |
| Monarch  | Thronfolger | Kind des Monarchen mit dem Titel Infant | Granden             | Herzog            | Marqués          | Graf             |
|          |             |                                         |                     |                   |                  |                  |
| Vizegraf | Baron       | Señor/Don                               | Alte Caballerokrone | Alte Herzogskrone | Alte Grafenkrone | Alte Baronskrone |

## Die Rangkronen in untergegangenen Monarchien

### Frankreich

#### Ancien Regime
Wichtigste Figur im Rangsystem stellt die Bourbonenlilie dar, die im Kronreif statt der üblichen Blattzinken getragen wird. Sie ist allein dem König, seinen nächsten direkten Anverwandten und den Nachkommen königlicher Linien vorbehalten.
|  | König                              | Die Königskrone ist eine typische Bügelkrone, jedoch weist sie statt des üblichen Reichsapfels mit Kreuz eine Lilie (teils auf einem Globus) als Abschluss auf.                                                                                    |
|  | Dauphin                            | Aus dem Kronreif mit fünf Lilienzinken ragen vier Bügel hervor, die Delphinen nachempfunden sind und an deren Scheitelpunkt eine Lilie herausragt. Siehe Dauphinkrone.                                                                             |
|  | Enfant/Petit Enfant de France      | Die Kinder und Enkelkinder des Monarchen (Enfants de France/Petits Enfants de France) tragen einen Kronreif mit fünf Lilienzinken. |
|  | Prince du Sang                     | Die Nachkommen königlicher Blutslinien (Princes du Sang) tragen ebenfalls einen Kronreif jedoch mit nur drei Lilienzinken, zwischen denen jeweils ein Blattzinken eingeschoben ist.                                                                |
|  | Duc et Pair de France              | Die Pairs de France haben eine in ihrer Rangkrone eingestülpte Samtmütze mit einer Quaste an der Spitze. |
|  | Duc (Herzog)                       | Der französische Herzog trägt einen offenen Kronreif mit fünf Blattzinken. |
|  | Marquis et Pair de France          | Die Pairs de France haben eine in ihrer Rangkrone eingestülpte Samtmütze mit einer Quaste an der Spitze. |
|  | Marquis (Markgraf)                 | Der Marquis trägt einen offenen Kronreif mit drei Blattzinken und dazwischen zwei Perlzinken, auf denen jeweils drei Perlen befestigt sind. Die alte Form der Marquiskrone sieht drei Zinken mit jeweils einer Perle zwischen den Blattzinken vor. |
|  | Comte et Pair de France            | Die Pairs de France haben eine in ihrer Rangkrone eingestülpte Samtmütze mit einer Quaste an der Spitze. |
|  | Comte (Graf)                       | Der Graf trägt einen Kronreif mit neun Perlzinken. |
|  | Graf (alte Form)                   | Die alte Form der Grafenkrone sah jeweils links und rechts außen sowie am mittleren Zinken drei Perlen statt nur einer vor. |
|  | Vicomte                            | Der Vicomte trägt eine Krone mit fünf Perlzinken. |
|  | Vidame                             | Die Krone des seltenen Titels des Vidame fällt aus dem üblichen Schema, da sie drei Kreuzzinken aufweist. |
|  | Baron                              | Die Baronskrone ist ein einfacher Kronreif mit einer dreimal umgewundenen Perlenkette. |
|  | Chevalier (Krone der Bannerherren) | Die Chevalier-Bannerherren tragen einen einfachen Kronreif. |
|  | Chevalier (Tortillon)              | Ein Chevalier führt einen zweifarbigen Wulst (Tortillon). |

#### Napoleonisches Kaiserreich
Napoleon Bonaparte schuf ein eigenes neues heraldisches System, in dem auch alle Rangkronen weitestgehend durch Mützen (Birets/Toques) ersetzt wurden. Das System verschwand mit dem Ende seiner Herrschaft wieder zugunsten des alten traditionellen Systems der Rangzeichen.
|        |                  |                  |               |        |      |       |           |
| Kaiser | Bonnet d’honneur | Souveräner Fürst | Fürst / Prinz | Herzog | Graf | Baron | Chevalier |

### Italien

#### Königreich Italien (1861–1946)
Das italienische System weist viele Gemeinsamkeiten mit dem spanischen und französischen auf, birgt jedoch auch Unterschiede. Vor Entstehung des Königreiches gab es keine regelnde Instanz für den Gebrauch von Rangkronen für ganz Italien. Grundlage des italienischen Rangkronensystems bildete die Verordnung zu den äußeren Wappenelementen vom 4. März 1870. Nach der Errichtung der Consulta Araldica del Regno d’Italia, der dem Innenministerium unterstellten Heroldskommission, zuständig für alle heraldischen und Adelsangelegenheiten, war man bestrebt, eine normative Grundlage für das Königreich zu schaffen; so wurden am 1. Januar 1890 die Wappen und mit ihnen die Rangkronen des königlichen Hauses reguliert. Gleichzeitig war man bereit, auf die bisherigen Vielfalten Rücksicht zu nehmen, was in der Folgeverordnung vom 13. April 1905 (erweitert am 7. Juni 1943) zur Unterscheidung von „normalen“ Kronen und vor dem Risorgimento gebräuchlichen, sogenannten tolerierten Kronen führte.
|  | König               |
|  | Principe ereditario |
|  | Principe            |
|  | Herzog              |
|  | Marchese            |
|  | Graf                |
|  | Vizegraf            |
|  | Baron               |
|  | Edelleute           |
|  | Erbritter           |
|  | Patrizier           |
|  | Provinz             |
|  | Stadt               |
|  | Kommune             |

#### Italienische Einzelstaaten vor 1861
|                      |                   |                    |                      |
| Tiara (Kirchenstaat) | Krone der Toskana | Dogenmütze Venedig | Krone von San Marino |

### Russland
Das russische System orientierte sich grob an den Rangzeichen der Nachbarstaaten.
|     |                  |      |       |            |
| Zar | Fürst (Erlaucht) | Graf | Baron | Adelskrone |

## Weitere Beispiele
|  | Königskrone Ungarns                    | Die heilige Stephanskrone ist die Königskrone des Königreiches Ungarn, der wichtigste und allein gültige Gegenstand der ungarischen Krönungsinsignien. Die Pendilien sind eine Reminiszenz. Sie erinnern an die Entstehung der Krone. Das Diadem, der Siegeskranz wurde mit Schnüren an dem Helm befestigt. Daraus entwickelte sich die Krone. |
|  | Königskrone Rumäniens                  | Die Stählerne Krone des Königreichs Rumänien besteht aus Stahl und wurde aus einer Gussstahlkanone angefertigt, die die rumänische Armee bei Plewen (Bulgarien) von den Osmanen im Rumänischen Unabhängigkeitskrieg (1877–1878) erbeutet hatte.                                                                                                |
|  | Krone des Großfürstentums Siebenbürgen | |
|  | Krone des Königreichs Bulgarien        | |
|  | Krone des Vizekönigs von Ägypten       | |
|  | Krone des Schahs von Persien           | |
|  | Zackenkrone                            | Die Zacken sollen der Überlieferung nach die zwölf Monate eines Jahres symbolisieren. |
|  | Mauerkrone                             | Die Mauerkrone versinnbildlicht das freie Bürgertum. |
|  | Berliner Mauerkrone                    | |
|  | Schiffskrone                           | Die Schiffskrone (naval crown) ist eine Besonderheit über englischen Wappen. |
|  |                                        | Russische Form der Mauerkrone |